# Jacob Naffzer

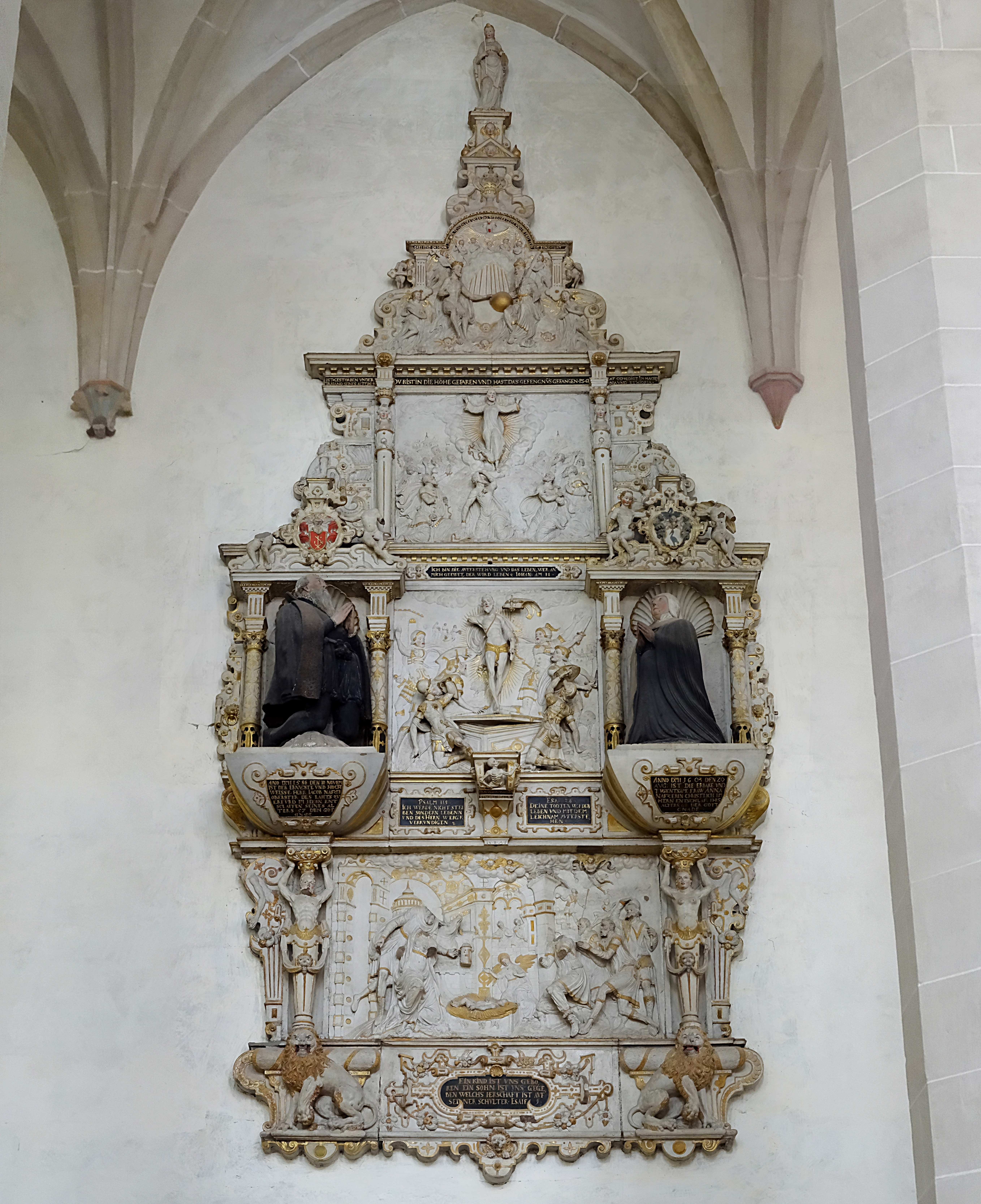
Epitaph in der Predigerkirche (Erfurt)

Jacob Naffzer, auch Jacob Naftzer (* um 1529 in Erfurt; † 10. November 1586 ebenda), war ein deutscher Waid-Händler, Oberratsmeister und Patrizier.

## Leben und Wirken
Die Familie Naffzer kam erst zu Beginn des 16. Jahrhunderts nach Erfurt. Die Stadt erreichte seit dem späten Mittelalter ihren Gipfel in ihrer wirtschaftlichen, politischen und geistig-kulturellen Entwicklung. Zum Beginn der Renaissance wurde sie Mittelpunkt des Handels im mittleren Heiligen Römischen Reich. Dazu gehörte auch die bereits im 13. Jahrhundert einsetzende Entwicklung Erfurts zu einem der größten Waidmärkte des Reiches. Schon im Jahre 1331 erhielt Erfurt das Messeprivileg von Kaiser Ludwig IV.
Der Vater von Jacob Naffzer der Johannes Naffzer († vor 1569) stammte aus Weißenstadt in Oberfranken und trat ab dem Jahre 1530 wahrscheinlich als Waid-Händler in Erscheinung. Er heiratete die Tochter des Erfurter Patrizier Hans Gebhardt (1470–1553). Mit seiner Frau Barbara Gebhardt (1510–1581) hatte er drei Söhne und eine Tochter. So war namentlich bekannt seine Brüder Sebastian und Hans sowie die Schwester Anna Christina Naffzer (1540–1593).
Jacob Naffzer wurde am 2. August 1542 auf der Immatrikulationsliste der Universität Erfurt aufgeführt.
Auch Jacob Naffzer war im Waidhandel tätig. Im Jahr 1550 heiratete er die geborene Anna Kranichfeld (* um 1535). Das Paar blieb kinderlos. Im Jahre 1562 ließ er das seit dem Jahre 1392 am Fischmarkt in Erfurt stehende Gebäude Haus zum Roten Ochsen umbauen und im Stil der Renaissance modernisieren.

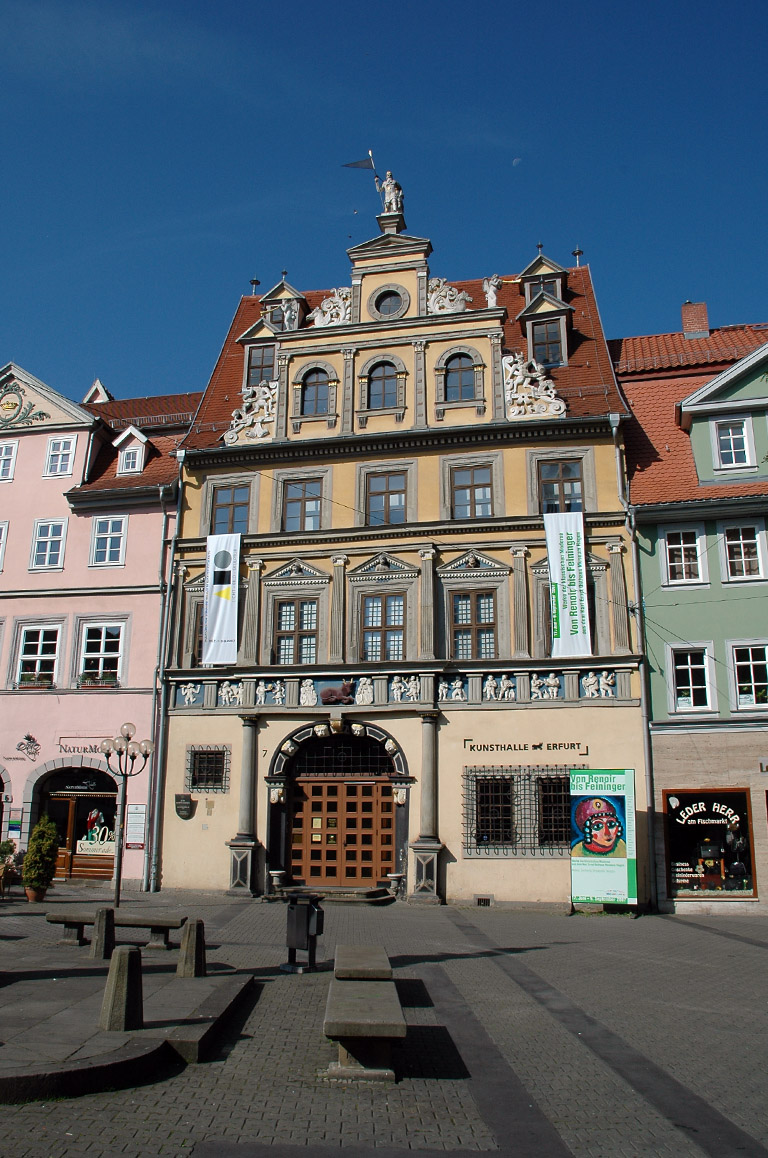
Haus zum Roten Ochsen

Jacob Naffzer war seit dem Jahr 1552 bis zu seinem Tode Ratsherr des Magistrats Erfurt. Zunächst im Amt des Brückenherrn, später Vierherr und dann Obervierherr, republicae Erfordianae consulis supremi. Ab dem Jahre 1583 hatte er die Funktion eines Mitvormundes, contutor im protestantischen Ratsgymnasium inne.

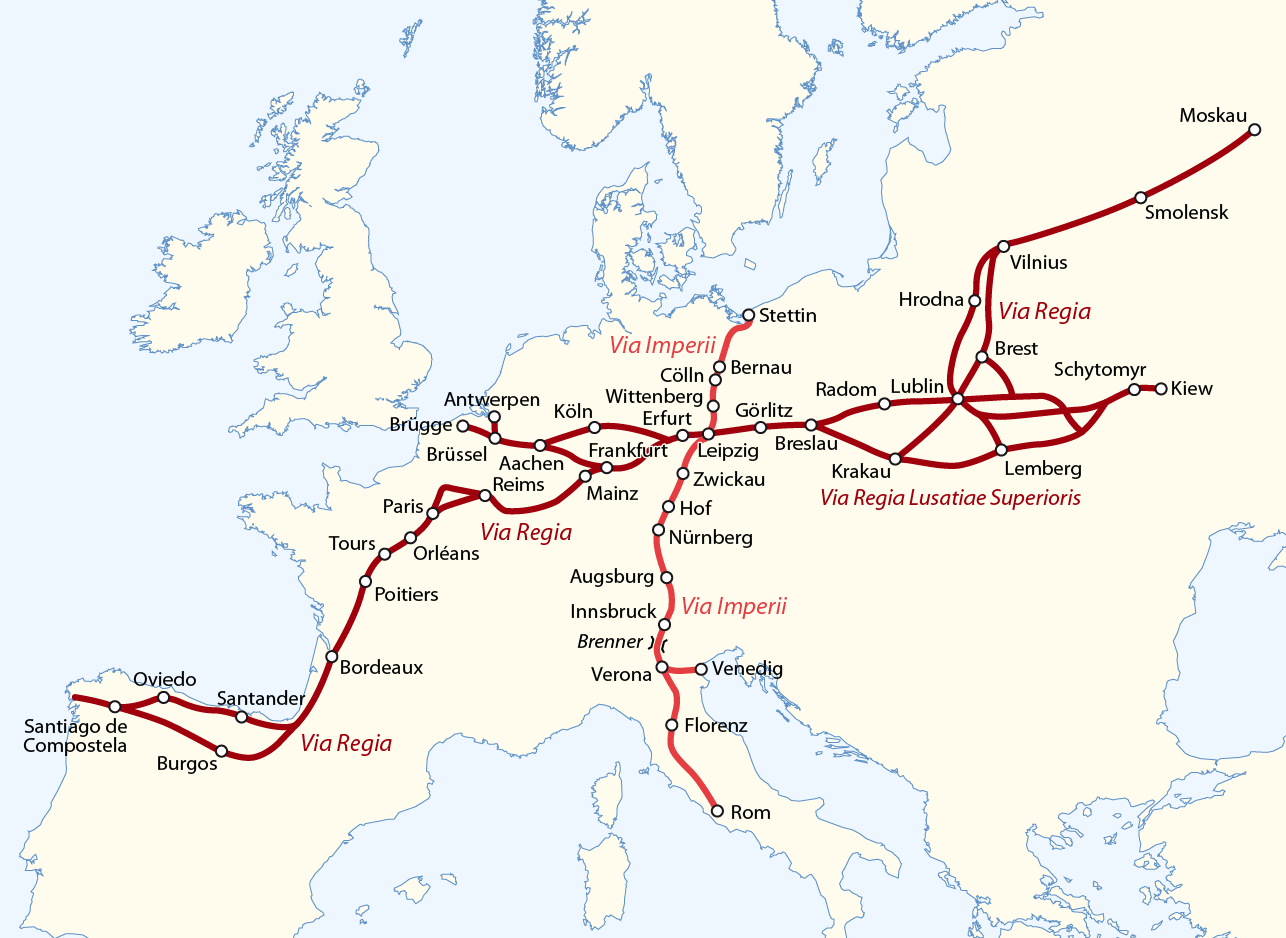
Erfurt war in die Handelsstraße der Via regia eingebunden.

Nach einer schweren Erkrankung, möglicherweise nach einer Lungenentzündung, starb er im Kreis seiner Familie. Seine Bestattung und Aussegnung fand am 11. November 1586 in der Erfurter Predigerkirche statt.